# Jacques Darmon
Pour les articles homonymes, voir Darmon.
Jacques Darmon, né le 12 août 1940 à Alger, est un haut fonctionnaire français, inspecteur des finances, dirigeant de sociétés, président de chambre au tribunal de commerce de Paris et essayiste.

## Biographie

### Famille
Jacques Darmon est né le 12 août 1940 à Alger, du mariage en août 1939 de Michel Darmon, directeur de société et d'Arlette Akoun,.
Le 8 juillet 1963, il épouse Irène Polonsky, consultante,.
- Michel Darmon épouse Arlette Akoun.
  - Jacques Darmon (1940)
    - Marc Darmon (1964), directeur de société. Il est ancien élève de l'École polytechnique (promotion 1983) et de l'École nationale supérieure des télécommunications. Il épouse en 1987 Florence Lafonta, ancienne élève de l'École polytechnique (promotion 1983) et ingénieur diplômée de l'École nationale des ponts et chaussées, directrice de l'École spéciale des travaux publics, du bâtiment et de l'industrie (ESTP) et sœur de Jean-Bernard Lafonta.
    - Laurent Darmon (1968),
    - David Darmon (1973), directeur associé de Wendel Investissements[4]. Il est diplômé de l'École supérieure des sciences économiques et commerciales (ESSEC) et de l'Institut européen d'administration des affaires (Insead)[1]. Il épouse en 2000 Delphine Goldberg, directrice de la stratégie à la Fnac[1].

  - Claude Darmon (1942), ingénieur, président de sociétés. Il est ancien élève de l'École polytechnique (promotion 1961[5]), de l'Institut d'études politiques de Paris et de l'École nationale de la statistique et de l'administration économique (ENSAE ParisTech). Il épouse en 1965 Odile Croissant[1].

### Formation
Jacques Darmon est élève de l'École polytechnique (promotion 1959), de l'École nationale de la statistique et de l'administration économique (ENSAE ParisTech) et de l'École nationale d'administration (promotion Montesquieu 1964-1966),.

### Carrière professionnelle

#### Haute administration
À l'issue de ses études, Jacques Darmon entre à l'Inspection générale des finances. Il est ensuite chargé de mission (1969), conseiller technique (1970-1973) puis adjoint au directeur de cabinet de Michel Debré, ministre d'État chargé de la Défense nationale.
En 1973, il rejoint Jérôme Monod à la DATAR avant d'être appelé par Michel d'Ornano comme directeur de cabinet, successivement dans les ministères de l'Industrie et de la Recherche (1974-1977), de la Culture et de la Communication (1977-1978) et de l'Équipement (1978),.
En 1994, le ministre du Logement, Hervé de Charette, charge Jacques Darmon, PDG de la banque Financement et Trésorerie, d'évaluer l'opportunité de la transformation des bureaux vides parisiens en logements, ce qui donne lieu au rapport Darmon sur le logement,.

#### Secteur privé
De 1980 à 1986, Jacques Darmon occupe des postes exécutifs au sein du groupe industriel et technologique Thomson‐CSF (devenu, depuis 2000, le groupe Thales),. Il est président-directeur général de Thomson-CSF-Téléphone (1981-1985) et de Thomson-CSF-Informatique (1981-1987).
De 1987 à 1994, il est président fondateur de la société DDA (Darmon, Da Costa et Assocciés), société de conseil et d'ingénierie dans les systèmes d'information et réseaux de télécommunications, et de 1987 à 2003 président de la Banque de financement et de trésorerie (BFT),, filiale du Groupe Crédit agricole spécialisée dans la gestion d'actifs pour compte de tiers et le financement des grandes Collectivités Publiques. Depuis 1989, il est directeur général de Friedland Investissement, fonds d'investissement en capital développement dans des PME. En 2006, le journaliste Renaud Lecadre de Libération indique qu'en 2003, l'année de son départ à la retraite, Jacques Darmon acquiert la participation de 17 % de la Banque de financement et de trésorerie (BFT) dans Olympia Capital, dans des conditions qui ont fait l'objet d'une enquête — sans suite — de la Commission bancaire de la Banque de France. Toujours selon Renaud Lecadre, le prix de cession a pu être considéré par certains comme trop bas, alors que le dividende par action a été multiplié par 4 entre les périodes 2001-2002 (avant la cession) et 2003-2004 (après la cession). Jacques Darmon a expliqué: « on ne procède pas à une cession en fonction des dividendes futurs mais des dividendes passés».
Jacques Darmon, via Friedland Investissement, réalise une plus-value dans la cession controversée des Éditions du Seuil, dirigées par son cousin Claude Cherki, aux Éditions de la Martinière. Avec Claude Cherki, Friedland a racheté en mars 2002 les titres détenus par les salariés de la maison d'édition pour les revendre en décembre 2003 au repreneur,. Cette cession a finalement été jugée régulière par le jugement du tribunal de grande instance de Paris du 28 aout 2007, confirmé par l'arrêt de la cour d'appel de Paris du 16 juin 2009 et par l'arrêt de la Cour de cassation du 14 décembre 2010.
De 2003 à 2010, il préside Olympia Capital Holding, société de gestion de fonds alternatifs,. À ce titre, il participe à la cession en LBO de 2006 d'Olympia Capital au fonds Sagard sur des bases d'EBE 2005 et 2006 d'une vingtaine de millions d'euros,.

## Publications et contributions
- Jacques Darmon, Le Grand Dérangement - La guerre du téléphone, Éditions Jean-Claude Lattès, 1985, 270 p. (présentation en ligne).
- Jacques Darmon (en collaboration avec Bernard Krief), Gérer la France comme une entreprise, Éditions Jean-Claude Lattès, 1986 (ISBN 978-2-70960-472-7).
- Jacques Darmon, Stratégies bancaires et gestion de bilan, Éditions Economica, 1998 (ISBN 978-2-71783-748-3).
- Jacques Darmon, Les Infortunes de la pensée magique, Éditions du Seuil, 2002 (ISBN 978-2-02054-239-5, présentation en ligne).

Jacques Darmon collabore régulièrement à la lettre d'Ilissos, dont il est membre du comité de rédaction.

## Autres activités
Depuis 2001, il est juge, puis président de chambre au tribunal de commerce de Paris.
Amateur de musique, il a été président du conseil d'administration de l'Opéra National de Paris de 1978 à 1981,.

## Fondation Irène et Jacques Darmon
Créée en 2010, la fondation « Irène et Jacques Darmon », sous l'égide de la Fondation de France, agit au profit de personnes en difficulté, d'enfants de milieux défavorisés et au profit de la recherche médicale pour les maladies orphelines.

## Distinctions
- Chevalier de la Légion d'honneur
- Chevalier de l'ordre national du Mérite
- Officier de l'ordre des Arts et des Lettres (1981)[26]

Jacques Darmon est nommé chevalier de l'ordre national de la Légion d'honneur en 1995, chevalier de l'ordre national du Mérite et officier de l'ordre des Arts et des Lettres.